# USCGC Key Biscayne (WPB-1339)
L'USCGC Key Biscayne (WPB-1339) est un navire de classe Island de l'United States Coast Guard. Il a été construit par Bollinger Shipyards (en) à Lockport aux USA et lancé en 1991.
Retiré du service en 2015, il a été vendu en 2016 à l'Agence pakistanaise de sécurité maritime  dans le cadre du programme Excess Defence Articles (EDA) du Bureau des acquisitions internationales, en collaboration avec le navire jumeau Grande Isle (WPB-1338).
Il est entré en service sous le nom de PMSS Rafaqat (1068) .